# Octoblepharum erectifolium
Octoblepharum erectifolium là một loài rêu trong họ Octoblepharaceae. Loài này được Mitt. ex R.S. Williams mô tả khoa học đầu tiên năm 1913.